# カルヴェンツァーノ
カルヴェンツァーノ（伊: Calvenzano  ( 音声ファイル)）は、イタリア共和国ロンバルディア州ベルガモ県にある、人口約4,300人の基礎自治体（コムーネ）。

## 地理

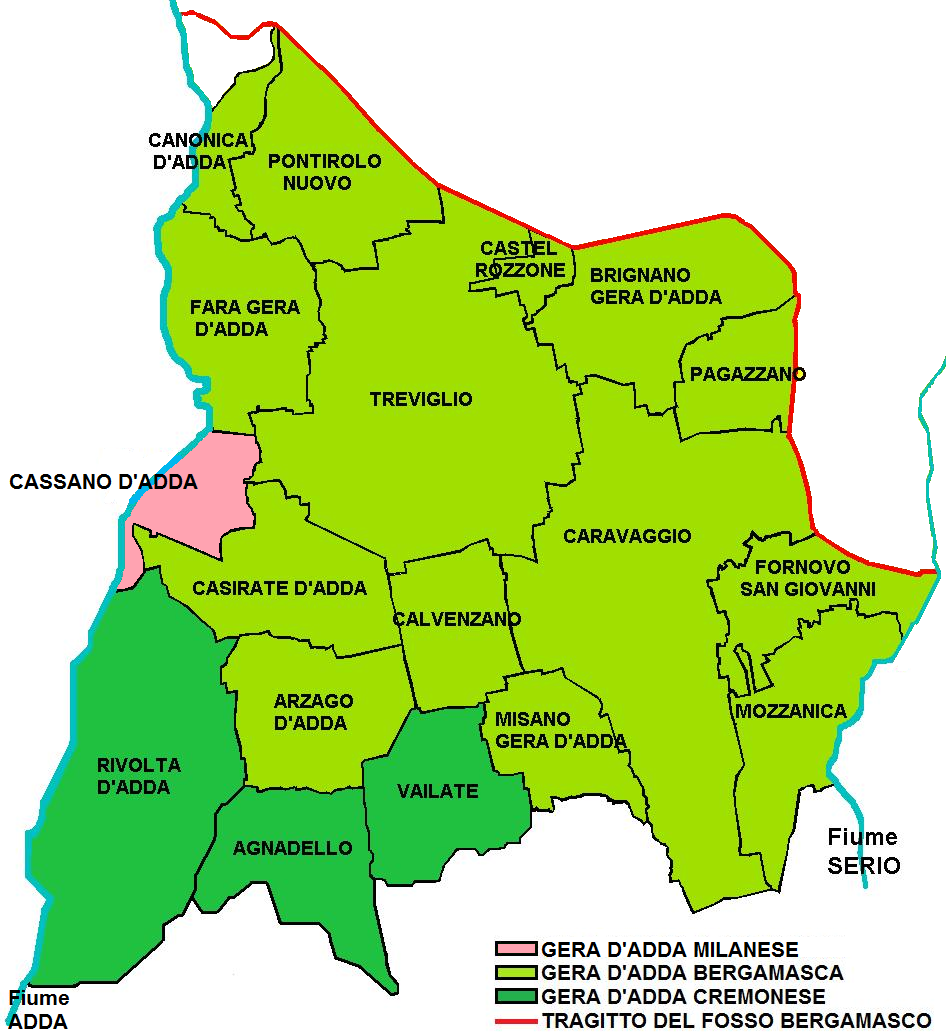
ジェーラ・ダッダ地方は3県にまたがる（黄緑：ベルガモ県、緑：クレモナ県、桃：ミラノ県）。赤線はフォッソ・ベルガマスコで、アッダ川とセーリオ川を結ぶ部分が示されている。

### 位置・広がり
ベルガモ県南部、ジェーラ・ダッダと呼ばれる地域に位置するコムーネ。県都ベルガモから南南西へ24km、州都ミラノから東へ32kmの距離にある。
| 隣接するコムーネは以下の通り。括弧内のCRはクレモナ県所属を示す。 - アルツァーゴ・ダッダ - カラヴァッジョ - カジラーテ・ダッダ - ミザーノ・ディ・ジェーラ・ダッダ - トレヴィーリオ - ヴァイラーテ (CR) |

### 地震分類
イタリアの地震リスク階級 (it) では、3 に分類される
。

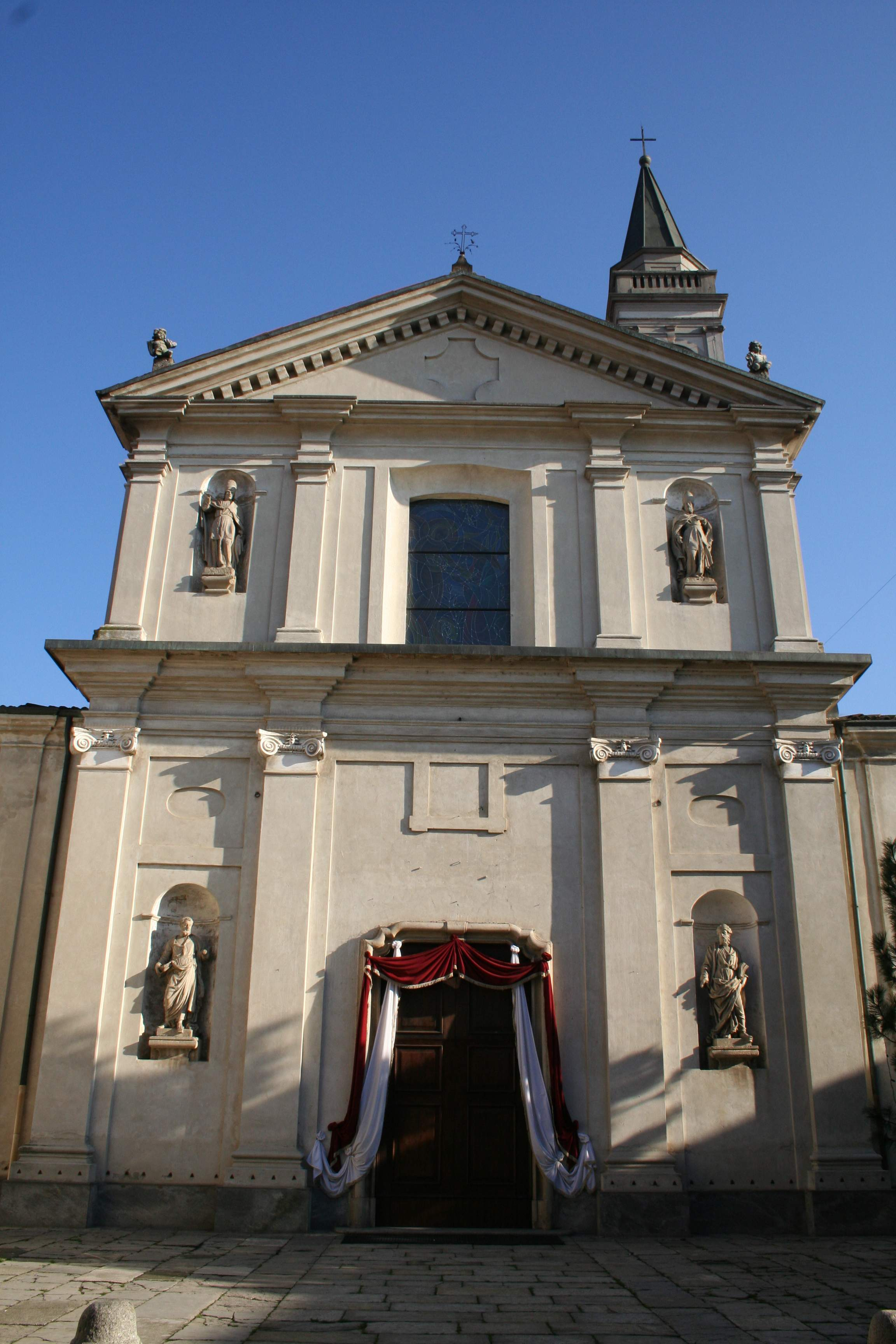
教区教会